# Хурнборгашен

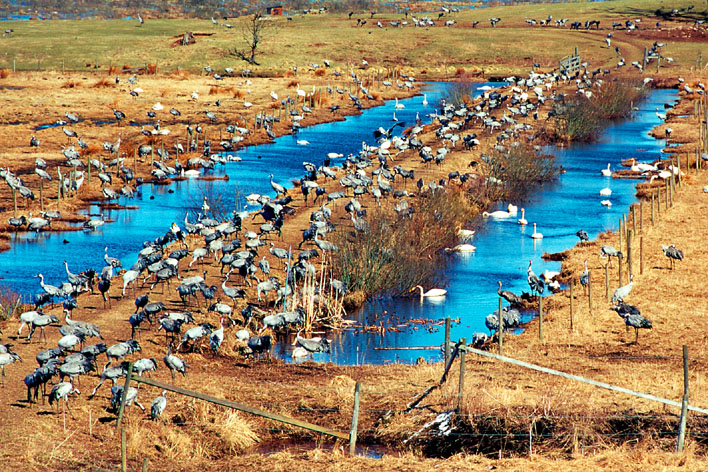
Журавлі на озері

Озеро Гурнборгашен (швед. Hornborgasjön) — озеро в Швеції, природоохоронна зона, пташиний заповідник, що охороняється Рамсарською конвенцією.
Озеро Гурнборгашен є одним з найвідоміших «пташиних» озер Швеції. Розташоване на території лена Вестра-Йоталанд, за 15 км на південний схід від міста Скара. В кінці XIX століття озеро в результаті створення нових сільськогосподарських угідь значною мірою обміліло і зменшилася в розмірах до площі в 4 км² і в 1960-ті роки зазнало заболочування. Після проведених тут відновлювальних робіт рівень озера Хурнборгашен піднявся на 1 метр і площа його збільшилася до 30 км². В даний час воно є природоохоронною зоною в Швеції.
Озеро має глибину близько 2 метрів і є місцем відпочинку для багатьох тисяч перелітних птахів навесні і восени кожного року. Воно також слугує для деяких видів пернатих місцем для шлюбних ігор і виведення пташенят (з приблизно 100 видів птахів близько половини перелітні, решта — «місцеві види»). Серед перелітних слід в першу чергу назвати журавлів (число яких щороку досягає 10 тисяч), що мешкають на озері з середини березня по кінець вересня і вивідних тут пташенят. На східному і південному берегах озера розташовані біостанції, в яких можна спостерігати за птахами і вивчати їх поведінку. На сході озера знаходиться Музей природи озера Гурнборгашен.